# Френсіс Річардс (яхтсмен)
Френсіс Річардс (англ. Francis Richards, 1873 — 1955) — британський яхтсмен.
Олімпійський чемпіон 1920 року в класі Дінгі 18 футів.